# ژاله‌پوش هندی
دروسرا هندی (نام علمی: Drosera indica) نام یک گونه از سرده دروزا است.